# În urma dezastrului
În urma dezastrului (engleză: Aftershock) este un film SF american din 1990 regizat de Frank Harris. În rolurile principale joacă actorii James Lew, Michael Standing și Elizabeth Kaitan. Filmările au avut loc la Los Angeles, California.

## Prezentare
Un extraterestru vizitează Pământul în timpul celui de-al treilea război mondial. După ce învață limba engleză intră în legătură cu tot felul de oameni.

## Actori
- James Lew este Mr. James
- Michael Standing este Gruber
- Elizabeth Kaitan este Sabina
- Jay Roberts Jr. este Willie
- Chris DeRose este Brandt
- John Saxon este Oliver Quinn
- Deanna Oliver este Dancer
- Russ Tamblyn este Hank Franklin
- Matthias Hues este Cassidy
- Michael Berryman este Queen
- Chuck Jeffreys este Danny Girrard
- Christopher Mitchum este Col. Slater
- Richard Lynch este Commander Eastern
- Julie Woodside este Female Rebel
- Ron Althoff este Paramilitary #1